# معركة الأرك

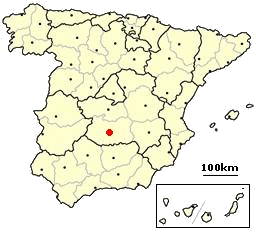
موقع لمدينة سويداد ريال والتي وقعت المعركة بالقرب منها.

معركة الأرك هي معركة وقعت في 18 يوليو 1195 (9 شعبان 591 هـ) بين قوات الموحدين بقيادة السلطان أبو يوسف يعقوب المنصور وقوات ملك قشتالة ألفونسو الثامن. كان للمعركة دور كبير في توطيد حكم الموحدين في الأندلس وتوسيع رقعة بلادهم فيها. وقد اضطر ألفونسو بعدها لطلب الهدنة من السلطان الموحدي أبي يوسف المنصور. يعتبرها المؤرخون مضاهية لمعركة الزلاقة في وقع الهزيمة على مسيحيي أيبيريا.

## التسمية
وقعت المعركة قرب قلعة الأرك، والتي كانت نقطة الحدود بين قشتالة والأندلس في ذلك الوقت ولذا ينسب المسلمون المعركة لهذه القلعة كما ينسب المسيحيون اسم المعركة أيضا لهذه القلعة (Alarcos) ويطلقون عليها كارثة الأرك لعظيم مصابهم فيها.

## ما قبل المعركة
قام ملك البرتغال (سانشوالأول) بغزو مدينة شلب المسلمة -تعرف الآن باسم سلفش (faro)- بمساعدة القوات الصليبية وكان ذلك في عام 1191 م. عندما علم السلطان الموحدي يعقوب المنصور بذلك جهز جيشه وعبر البحر لبلاد الأندلس وحاصرها وأخذها وأرسل في ذات الوقت جيشا من الموحدين والعرب فغزا أربع مدن مما بأيدي المسيحيين من البلاد التي كانوا قد أخذوها من المسلمين قبل ذلك بأربعين عاما مما ألقى الرعب في ملوك أيبيريا وخاصة ألفونسو الذي طلب من السلطان الهدنة والصلح فهادنه 5 سنين وعاد إلى مراكش عاصمة بلاد المغرب.
لما انقضت مدة الهدنة أرسل ألفونسو جيشا كثيفا إلى بلاد المسلمين فنهبوا وعاثوا فسادا في أراضيهم وكانت هذه الحملة استفزازية وتخويفية أتبعها ألفونسو بخطاب للسلطان يعقوب المنصور -استهزاء به وسخرية منه- يدعوه فيه إلى مواجهته وقتاله فلما قرأ السلطان المنصور الخطاب كتب على ظهر رقعة منه (ارجع إليهم فلنأتينهم بجنود لا قبل لهم بها ولنخرجنهم منها أذلة وهم صاغرون ، الجواب ما ترى لا ما تسمع).واشتد حنق أبي يوسف، وأمر بالتأهب للحرب في الأندلس، وأن يذاع الخطاب في جنود الموحدين ليثير غيرتهم، فثار الناس للجهاد ودوت صيحة الجهاد في جميع أنحاء المغرب ضد النصارى، وسير قواته إلى الأندلس، وعبر إلى الجزيرة الخضراء في 20/7/591هـ، ولم يسترح بها إلا قليلاً، ثم بادر بالسير إلى قشتالة وانضمت إليه الجيوش الأندلسية فتجمع له جيش ضخم يوصل بعض المؤرخين عدده لـ100 ألف مقاتل فيقولون أنه كانت المسافة بين مقدمة الجيش ومؤخرته مسيرة 3 أيام بينما يذكر آخرون أن العدد بين 60 و80 ألف مقاتل فقط. وانطلق المنصور بجيشه إلى بلاد الأندلس ومكث في إشبيلية مدة قصيرة نظم فيها جيشه وتزود بالمؤن وبادر بالسير إلى طليطلة عاصمة مملكة قشتالة فبلغه أن ألفونسو حشد قواه في مكان بين قلعة رباح وقلعة الأرك فغير مساره إلى هناك وعسكر في مكان يبعد عن موضع جيش ألفونسو مسيرة يومين ومكث يستشير وزرائه وقادة جيشه في خطط المعركة وكان ذلك في الثالث عشر من يونيو عام 1195م الموافق 4 شعبان 591 هـ.
كان أبو عبد الله بن صناديد أحد قادة الحرب الأندلسيين الذي كان من أعقل وأخبر زعماء الأندلس بمكائد الحروب فأشار على السلطان المنصور باختيار قائد موحد للجيش كما أشار عليه بتقسيم الجيش إلى أجزاء على النحو التالي:
- الأندلسيون ويقوده أحد زعماؤهم حتى لا تضعف عزيمتهم عندما يولى عليهم أحد ليس منهم -اختير ابن صناديد لقيادتهم-. ويوضع في ميمنة الجيش.
- العرب والبربر ويوضعون في الميسرة.
- الجيش الموحدي النظامي ويوضع في القلب.
- المتطوعون من عرب وبربر وأندلسيين ويوضعون في مؤخرة الجيش لضعف خبرتهم بالقتال.
- السلطان المنصور وحرسه وجيشه الخاص وبعض المتوطعين كقوات احتياطية تعسكر وراء التلال على مسافة قريبة من المعركة، ثم تنقض فجأة على العدو بهجوم مضاد متى لزم الأمر.

استجاب السلطان لإشارة ابن صناديد وعينه قائدا للجيش الأندلسي واختار أحد وزرائه وهو أبو يحيى بن أبي حفص كقائد عام وكان السلطان يمر على أفراد جيشه ويحمسهم ويبث فيهم الشجاعة والثقة بنصر الله.ومما يروى ان السلطان المنصور خطب في الجيش بعد اكتمال الحشد والاستعداد وقال:«اغفروا لي فان هذا موضع غفران وتغافروا في ما بينكم، وطيبوا نفوسكم واخلصو الله نياتكم». فبكى الناس جميعا.
على الجبهة الأخرى حاول ألفونسو الحصول على بعض المدد والمساعدات من بعض منافسيه السياسيين ملوك نافارة وليون فوعدوه بالمدد إلا أنهم تعمدوا الإبطاء فقرر خوض المعركة بما معه من القوات التي لم تكن بالقليلة فقد أوصلها المؤرخون إلى حوالي 60 ألف مقاتل منهم فرسان قلعة رباح وفرسان الداوية.

## المعركة
كان الجيش القشتالي يحتل موقعا متميزا مرتفعا يطل على القوات المسلمة وقد كانت قلعة الأرك تحميهم من خلفهم وقد قسموا أنفسهم لمقدمة يقودها الخيالة تحت إمرة لوبيز دي هارو -أحد معاوني ألفونسو- وقلب الجيش ومؤخرته ويضم 100 ألف مقاتل من خيرة مقاتلي قشتالة ويقودهم ألفونسو بنفسه. واستدعى الفونسو فرسان قلعة رباح، وفرسان الداوية لينضموا إلى جيشه فبلغ بذلك تعداد مائة ألف 150,000 مقاتل في رواية، وأكبر عدد ذكرته الروايات ثلاثمائة ألف مقاتل 250,000، ومع ذلك طلب مساعدة ملكي ليون ونافار النصرانيين الذين جمعا حشوداً ولكنهما تباطآ في المجيء للمساعدة.
وفي 9 شعبان 591هـ كانت موقعة الأرك الفاصلة وقبيل ذلك بقليل بدأ المتطوعون في الجيش الموحدي في التقدم قليلا لجس النبض، اتبع القشتاليون نظاما متميزا وذكيا وهو نزول الجيش على دفعات كلما ووجه الجيش بمقاومة عنيفة واستبدال مقدمة الجيش بمقدمة أخرى في كل مرة يقاومون فيها. أرسل القشتاليون في باديء الأمر 70 ألف فارس وصفهم ابن عذاري في كتابه البيان المغرب في اختصار أخبار ملوك الأندلس والمغرب كبحر هائج تتالت أمواجه وقد رد الموحدون المسلمون هجمة الجيش الأولى فما كان من القشتاليين إلا أن أمروا بإرسال دفعة ثانية وقد قاومها الموحدون مقاومة قوية جدا مما حدا بلوبيز دي هارو بإرسال قوة كبيرة لتفكيك مقدمة الجيش والقضاء عليها.
فلما تبين ذلك للسلطان المنصور نزل بنفسه دون جيشه في شجاعة نادرة، واخذ يمر على كل القبائل والصفوف يقول:«جددوا نياتكم وأحضروا قلوبكم».
رد المسلمون هجمات القشتاليين مرتين، ولكن العرب والبربر استنفدوا جميع قواهم لرد هذا الهجوم العنيف، وعززت قوات القشتاليين بقوى جديدة وهجموا للمرة الثالثة، وضاعفوا جهودهم، واقتحموا صفوف المسلمين وفرقوها، وقتلوا قسماً منها، وأرغم الباقون على التراجع، واستشهد آلاف من المسلمين في تلك الصدمة، منهم القائد العام أبو يحيى بن أبي حفص، الذي سقط وهو يقاتل بمنتهى البسالة. واستمرالقشتاليون في هجومهم واخذوا يخترقون الجيش حتى وصلوا إلى قلب الجيش الموحدي.
اعتقد النصارى أن النصر قد لاح لهم وان الدائرة قد دارت على المسلمين بعد أن حطموا قلب جيش الموحدين، ولكن الأندلسيين بقيادة ابن صناديدوبعض بطون زناته، وهم الذين يكونون الجناح الأيمن، هجموا عندئذ على قلب الجيش القشتالي، فأضعفوا بذلك تقدم الفرسان القشتاليين، وكان يتولى قيادته ملك قشتالة نفسه، يحيط به عشرة آلاف من امهر الفرسان، منهم فرسان الداوية وفرسان قلعة رباح، فلقي ألفونسو المسلمين بقيادة ابن صناديد دون وجل فاستطاعوا ان يحاصروا القشتالين وفصلوا بين مقدمة جيشهم ومؤخرته. وفي تلك الأثناء خرج السلطان المنصور فتعاون جميع أقسام الجيش الإسلامي على الإطاحة بمن حوصر من القشتاليين -الذين كانوا أغلب الجيش- وقتلوا منهم خلقا كثيرا وفر الباقون.
بعد ذلك بدأ المسلمون بقيادة المنصور يتقدمهم لواء الموحدين الأبيض المكتوب عليه«لا اله إلا الله محمد رسول الله ولا غالب إلَّا الله» فتقدم ناحية من تبقى من الجيش المسيحي وهم عدة آلاف فارس الذين التفوا من حول ألفونسو الثامن، أقسموا على أن لا يبرحوا أرض المعركة حتى وإن كانت نهايتهم فيها وقاوم القشتاليين مقاومة عنيفة حتى قتل أغلبهم. وهرب ألفونسو من أرض المعركة إلى طليطله عاصمته.

## ما بعد المعركة
قام المسلمون بعد انتهاء المعركة بحصار قلعة الأرك التي كان قد فر إليها لوبيز دي هارو ومعه 5 آلاف من جنده. قاوم المسيحيون قليلا ثم اضطروا للاستسلام وطلبوا الصلح فوافق السلطان المنصور مقابل إخلاء سبيل من أُسر من المسلمين. ويختلف مؤرخو المسلمون في نتائج المعركة فيخبر المقري في كتابه نفح الطيب من غصن الأندلس الرطيب «وكان عدّة من قتل من الفرنج - فيما قيل - مئة ألف وستّة وأربعين ألفاً، وعدّة الأسارى ثلاث عشر ألفاّ، وعدّة الخيام مائة ألف وستّة وخمسين ألف خيمة، والخيل ثمانين ألفاً، والبغال مائة ألف، والحمير أربع مئة ألف، جاء بها الكفّر لحمل أثقالهم لأنّهم لا إبل لهم، وأمّا الجواهر والأموال فلا تحصى، وبيع الأسير بدرهم، والسيف بنصف درهم، والفرس بخمسة دراهم، والحمار بدرهم، وقسم يعقوب الغنائم بين المسلمين بمقتضى الشرع، ونجا ألفنش (ألفونسو) ملك النصارى إلى طليطلة في أسوأ حال، فحلق رأسه ولحيته، ونكس صليبه، وآلى أن لا ينام على فراش، ولا يقرب النساء، ولا يركب فرساً ولا دابة، حتى يأخذ بالثأر». أما ابن خلدون فيذكر أن عدد القتلى 30 ألفا ويجعلهم ابن الأثير 146 ألفا و13 ألف أسير.

أكمل السلطان المنصور مسيرته في أراضي مملكة قشتالة فاقتحم قلعة رباح واستولى عليها وسقطت مدن تروخلو وبينافينتي ومالاغون وكاراكويل وكوينكا وتالفيرا وكلها تقع بالقرب من طليطلة عاصمة قشتالة ثم اتجه السلطان بجيشه إلى العاصمة وضرب عليها حصارا واستخدم المسلمون المجانيق ولم يبق إلى غزوها ويخبر المقري عن نتائج ذاك الحصار فيقول 
أعطت نتيجة المعركة مهابة للموحدين في الأندلس وقد استمروا هناك حتى فاجعة معركة العقاب التي خسر المسلمون بعدها بقية أراضي الأندلس ما عدا غرناطة واشبيلية ما حولهما.
من الناحية العملية لم يحقق هذا الانتصار نتائج ملموسة للموحدين، فالخطر المسيحي لم يزل موجودا ولم يستغل يعقوب أبعاد هذا الانتصار مطلقا. فرغم مقامه الطويل في الأندلس لم يحقق مكسبا واضحا على المستوى المتعلق بالحد من الخطر المسيحي بل نجده يكتفي بالقيام بجولة عسكرية بنواحي طليطلة سنة 592 ثم 593 هجرية. وبالرغم من كون المراكشي يتحدث عن كون يعقوب قد وصل أثناء تجواله العسكري هذا «إلى مواضع لم يصل إليها ملك من ملوك المسلمين قط» رغم ذلك نجد يعقوب يبادر بمجرد أن طلب منه الفونسو الثامن إبرام صلح جديد يبادله بالموافقة، وبمجرد إبرام هذا الصلح نجده يرجع إلى المغرب سنة 594 هجرية. وتعليل هذا الموقف العسكري لا يمكن أن نصل إلى إدراك عمقه إلا من خلال تحديدنا للمشاكل التي كان على يعقوب أن يواجهها وأن مشكل الأندلس ليس إلا جزءا من هذه المشاكل.

## مؤلفات عن المعركة
- معركة الأرك، تأليف الدكتور صالح الأشتر.